# 龙川桥
龙川桥位于江西省上饶市婺源县（旧属安徽省徽州府）浙源乡庐坑村。
龙川桥已列为婺源县文物保护单位。